# Narraga georgiana
Narraga georgiana är en fjärilsart som beskrevs av Covell, Finkelstein och Abner A. Towers 1984. Narraga georgiana ingår i släktet Narraga och familjen mätare. Inga underarter finns listade i Catalogue of Life.